# Francesco II. Gattilusio

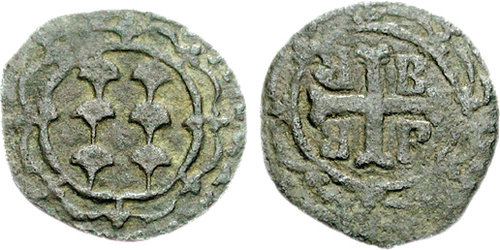
Bronzedenar von Francesco II. Gattilusio

Francesco II. Gattilusio (eigentlich Jacopo Gattilusio) (* um 1370; † 26. Oktober 1403, nach anderen Quellen 1404) war seit 1384 Archon (Regent bzw. Herr) von Lesbos.

## Leben
Er entstammte der angesehenen genuesischen Patrizierfamilie Gattilusio und war der Sohn des Archon Francesco I. Gattilusio von Lesbos, und dessen Frau, Prinzessin Maria Palaiologina,(* um 1327/41;† 1401) eine Tochter des Kaisers Andronikos III. von Byzanz und seiner zweiten Gemahlin Jeanne (Anna) von Savoyen. Am 6. August 1384 kamen sein Vater sowie seine beiden Brüder Andronico und Domenico bei einem Erdbeben auf Lesbos ums Leben. Zwar war seine Mutter zunächst die Erbin von Lesbos, aber Jacopo folgte seinem Vater als Archon nach und wurde als solcher anerkannt. Er nahm den Namen Francesco II. an und wurde in seiner Herrschaft bis 1387 vom Bruder seines Vaters Niccolo I. Gattilusio, dem Herrn von Ainos, unterstützt. In den Jahren 1388 und 1391 beteiligte sich Francesco II. Gattilusio an den christlichen Feldzügen gegen die Osmanen. Nach der Niederlage der Christen in der Schlacht von Nikopolis im Jahr 1396 gewährte Francesco II. Überlebenden der Schlacht Asyl auf Lesbos. 1403 nahm Francesco II. Gattilusio am Orient-Feldzug des französischen Marschalls Boucicaut teil.
Wie schon sein Vater unterhielt auch Francesco II. Gattilusio enge politische und verwandtschaftliche Beziehungen zu den Kaisern von Byzanz. Er selbst war mit Valentina Doria, einer Tochter von Dorino Doria verheiratet. verheiratet, mit der er drei Söhne und drei Töchter hatte. Seine Tochter Irene heiratete 1397 den byzantinischen Kaiser Johannes VII. Palaiologos. Die Tochter Helena wurde mit Stefan Lazarević, dem Despoten von Serbien, und die Tochter Catarina mit dem Baron Pietro Grimaldi verheiratet. Francesco II. Gattilusio starb unter ungeklärten Umständen. Zeitgenössischen Quellen zufolge wollten ihm Angehörige seines Hofes nach einem Skorpionstich zur Hilfe eilen, woraufhin das Zimmer einstürzte, in dem er sich zu diesem Zeitpunkt befand. Seine Söhne Jacopo und Dorino folgten ihm als Archon von Lesbos nach. Der Sohn Palamede wurde Nachfolger seines Onkels Niccolo I. Gattilusio als Herr von Ainos.